# Universidad Denison
La Universidad Denison (en inglés : Denison University) es una universidad estadounidense ubicada en Granville, Ohio.

## Historia
Fundada en 1831 como Universidad Bautista, cambió su nombre al actual en 1853, como reconocimiento a la donación monetaria realizada por William S. Denison.

## Alumnos destacados
- James Clear
- Steve Carell
- Bob Dold
- Michael Eisner
- Hal Holbrook
- Richard Lugar